# 978

## Esdeveniments
- Primera menció documentada de Vilassar de Dalt.
- Almansor és nomenat visir.

## Naixements
- Zoe, emperadriu romana d'Orient

## Necrològiques
- 18 de març - Corfe Castle, Dorset: Eduard el Màrtir, rei d'Anglaterra (algunes cròniques esmenten la data de 979).[1]
- 15 d'agost -Kaifeng, Henan (Xina): Li Yu - en xinès: 李煜; en pinyin: Lǐ Yù, poeta i calígraf, fou el darrer sobirà de la dinastia Tang meridional[2]